# Smrtni grijeh
Smrtni grijeh (lat. peccata mortalia) u katoličkoj je teologiji grijeh koji osobu koja ga je počinila na takav način odijeljuje od odnosa s Bog da ga, ako je neokajan i neispovijeđen, vodi u pakao nakon smrti, u stanje trajne odvojenosti od Boga.
Smrtni grijesi su oni ljudski zli čini koji teškom povredom Božjega zakona razaraju ili prekidaju čovjekov prijateljski odnos s Bogom. Što je teški prekršaj Božjega zakona pobliže određuju Deset Božjih zapovijedi, npr. idolopoklonstvo (otpad od vjere u Boga zbog vjere u nešto drugo, predmet, osobu ili krivoboga), vrijeđanje Boga, ubojstvo, preljub, teška krađa, velika laž, teška povreda bližnjega (što uključuje i seksualno iskorištavanje drugoga), nanošenje velike štete i slično. Ovi grijesi smatraju se "smrtnima", jer predstavljaju raskid osobe sa spasiteljskom milosti Božjom: duša postaje "mrtva", a ne samo oslabljena. Osoba čini smrtni grijeh, ako je svjesna da je nešto veliko zlo te svojevoljno i namjerno to čini, namjerno izabire biti zla. Smrtni grijeh obično ne znači grijeh za koji se ne može dobiti oproštenje; čak i nakon smrtnoga grijeha postoji šansa za pokajanje. 
Smrtni grijeh se oprašta i ponovno se dobiva spasiteljska milost Božja u sakramentu ispovijedi ako se izrazi kajanje, žaljenje i čvrsta iskrena odluka da se ne griješi i izbjegavaju grešne prigode. Oproštenje se može dobiti i izvan ispovijedi, ako je iskreno kajanje iz ljubavi prema Bogu, kojega je grešnik ozbiljno uvrijedio (savršeno kajanje) npr. »Kajem se od svega srca što uvrijedih Boga, najveće i najmilije dobro. Mrzim sve svoje grijehe i čvrsto odlučujem da ću se popraviti i da neću više griješiti.« Da bi se pristupilo sv. Pričesti, potrebna je ispovijed i u slučaju savršenoga kajanja. Grijeh koji se nikada ne oprašta po Bibliji je grijeh protiv Duha Svetoga. I ostali smrtni grijesi se ne opraštaju, ako osoba koja ih je počinila ne izražava kajanje i odbija se popraviti.